# Mudaganur, Arkalgud
Mudaganur là một làng thuộc tehsil Arkalgud, huyện Hassan, bang Karnataka, Ấn Độ.